# Raisio
Raisio (en sueco Reso) es una ciudad en el suroeste de Finlandia, y es unión de varios caminos importantes. La ciudad tiene una población de 24 409 (2015). Está localizada en la región de Finlandia Propia, y es vecina de la ciudad capital de la provincia, Turku.

## Economía
La localización de la ciudad en importantes conexiones de tráfico y su cercanía a la ciudad de Turku han contribuido a que la economía de Raisio crezca. La empresa más importante localizada en la ciudad es Raisio Group, fabricante de alimento para animales y productos veterinarios. Raisio también cuenta con el Centro Comercial Mylly, uno de los centros comerciales más grandes de Escandinavia.

## Historia
Los registros más antiguos de Raisio datan del año 1292, y hay evidencias muy fuertes de que había asentamientos en la zona desde la Edad de Hierro, pero Raisio no se convirtió en ciudad hasta 1974. Hasta finales del siglo XX, era una zona eminentemente agrícola. El éxito de la empresa Raisio Group transformó a la ciudad en un importante centro industrial y propició el incremento de la población.